# Kintopp
Der Ausdruck Kintopp war in den Anfängen der Filmgeschichte eine gängige Bezeichnung für Kino schlechthin sowie für die ersten funktionierenden Filmkameras. Der Begriff ist veraltet und wird bisweilen als Synonym für das frühe Filmschaffen verwendet. Die Wortherkunft ist ungewiss. In den ersten Jahrzehnten des 20. Jahrhunderts war die Schreibweise Kientopp üblich.

## Verwendungen
Ursprünglich ein Berliner Modebegriff, wurde Kintopp bis über die 1960er Jahre hinaus im Sinne von „Kino“ oder „Kinofilm“ auch im übrigen deutschen Sprachraum verwendet, vornehmlich im städtischen Raum. „1a Kintopp“ konnte „erstklassiger Film“ bedeuten, „wir gehen ins Kintopp“ meinte hingegen das Kinogebäude selbst. Seit Mitte des 20. Jahrhunderts verwendet man den Begriff allenfalls in nostalgischen Zusammenhängen, zum Beispiel wenn es in Filmfachbüchern um frühe Filmgeschichte geht (etwa Geliebter Kintopp, ein Nachschlagewerk zum deutschen Spielfilm von 1929 bis 1945). Gut gelungene, aber unrealistische Szenen in Film und Fernsehen werden in der Umgangssprache bisweilen noch mit dem Begriff „Kintopp“ belegt.
Eine weitere Nutzung des Wortes gilt, wenn unrealistische, unmögliche Szenen in Kino und Fernsehen vorkommen, zum Beispiel übertriebene Stuntszenen. Die Berliner Band Keimzeit veröffentlichte 1990 den Titel „Kintopp“ auf dem Album Irrenhaus. Der Text geht thematisch auf solche unrealistischen Filmszenen ein: „Der Held blieb am Leben, die Mafia ist tot“, mögliche Erklärungen: „Frag ich den Regisseur, sagt er: Tut mir leid, das alles ist doch nur zur Unterhaltung gedacht“ und die Wirkung auf den Zuschauer: „Ich bin betrunken vor Kitsch und bitter vor Neid“.

## Zeitdokumente und etymologische Herleitungsversuche
Meyers Lexikon online definierte Kintopp neben seiner umgangssprachlichen Bedeutung für Kino als Kurzwort für Kinematograph.
Kluges Etymologisches Wörterbuch gibt als nicht nachweisbare Herleitung die frühe Existenz eines „Kino Topp“ in den frühen Jahren des 20. Jahrhunderts in Berlin-Kreuzberg an, das sich nach einem Gastwirt Alfred Topp benannt habe. Das aktuell Moviemento genannte Lichtspieltheater wurde 1907 im Obergeschoss eines neu gebauten Wohn- und Geschäftshauses eingerichtet.
Nach einer anderen Theorie hängt die Entstehung des Begriffs mit der Ladenkinotradition Berlins zusammen. In der Pionierzeit des Films gab es in diesen Kinos „Vierzehntel-Töppe“, also 400-ml-Gläser Friedensbier im Ausschank für einen Groschen (10 Pfennig) und zum gleichen Preis das Angebot von Stummfilmszenen im „Kinematographen-Theater lebender Photographien“. Dies war für den damaligen Berliner ein unaussprechliches Wortgebilde. So konnte durch Vergleich dieser beiden billigen Genüsse das damalige Sprichwort „Hie Vierzehnteltopp, hie Kintopp“ entstehen. Denn jene „Vierzehnteltöppe“ wurden in den entsprechenden Ladenkinos ausgeschenkt.
Es finden sich Erklärungen, die „Topp“ mit dem griechischen Wort ‚Topos‘ (griech. τόπος = ‚Ort‘) in Verbindung bringen.
„Das Volk hat das Kinematographentheater mit dem drastischen Namen ‚Kientopp‘ belegt. Dadurch litt der Besuch der Theater, denn das bessere Publikum wollte nicht in einen ‚Kientopp‘ gehen. Erst nachdem man diesem vom Volksmund mit dem drastischen Namen ‚Kientopp‘ bezeichneten Theater den Namen ‚Lichtspiele‘ gegeben und vielfach für eine vornehmere Ausstattung gesorgt hatte, hob sich in unerwarteter Weise auch der Besuch durch das bessere und wohlhabende Publikum, und jetzt dürfte der Siegeszug der Photographie nach dieser Richtung hin wohl nicht mehr aufzuhalten sein.“
Kintopp war wohl im deutschsprachigen Raum auch außerhalb Berlins verbreitet. „In Ohlmann’s Restaurant und Kinematographentheater ist am Sonntag, den 6. August, etwas Besonderes los. Vormittags gibt es zum Frühstück einige gute Sachen und abends ist Gala-Kintop mit nachfolgendem Tanz.“
Hanns Ewers beanspruchte, dass er das Wort Kintopp erfunden hatte. „Es ist der Ewers. (Telegramm-Adresse: Filmewers.) Hanns Heinz Ewers, Doktor und Dichter, […] Der Ewers hat das Wort vom Topp erfunden. Vom Kintopp (ohne e!). Als ihm Begriffe fehlten, stellte es sich ganz von selber ein.“ „Das stand ja schon in allen Zeitungen: Hanns Heins Ewers hat das Wort Kintopp erfunden. Wer es mit einem ie schreibt, tut es auf eigene Gefahr. Der Schöpfer hat diese Nuance nicht vorgesehen.“ „Zuvor hielt Dr. Hanns Heinz Ewers, der begeisterte Kinofreund und Erfinder des Wortes Kintopp, eine Ansprache, in der er sich temperamentvoll für die Kinematographie einsetzte […]“
„In Amerika ist man jetzt – als Ergebnis eines Preisausschreibens – auf das gleiche Wort verfallen, das bei uns in letzter Zeit geprägt wurde, um den „Kientöppen“ einen salonfähigeren Namen zu geben. Bei uns sagt man ‚Lichtspiele‘, den Amerikanern werden ‚Photoplays‘ bescheert [!]. Ein Unterschied liegt nur darin, dass die Photoplays ausser lebenden Bildern auch Variété-Nummern vorführen; früher hiessen sie „Nickelodeons“, von dem Nickel (5 Cents), den der Eintritt kostete; da jetzt meist 10 Cents verlangt werden, passt der Name nicht mehr.“
„Lichtspiele hat ein neues Berliner ‚Kino-Theater‘ sein Unternehmen betitelt, jedenfalls eine gute und kurze deutsche Bezeichnung, statt der verschiedenen Namen, wie ‚Kinematographen-Theater‘, ‚Zentral-Bioskop-Theater‘ u. dgl. m.“
Die ersten Kinematographentheater waren auch mit Worten wie „Theater der lebenden Photographien“ und ähnlichen umständlichen Wortkonstruktionen bedacht. Der Begriff „Kintopp“ verbreitete sich, da er einfacher war. Er wurde aber bald negativ und abwertende eingesetzt, für die „positive“ besetzten Bedeutungen der neuen Kunst-Technik verbreitete sich „Lichtspiel“.
Es wurde offensichtlich auch die Tätigkeit des „Filmens“ mit diesem Wort bezeichnet: „Es sei nicht zu verkennen, dass dem Schauspieler mit Familie ein Nebenverdienst, wie ihn das ‚Kientoppen‘ bietet, wohl zu gönnen sei […]“

## Filmografie
Kintopp Anno dazumal (BRD 1955) ist eine Zusammenstellung von Ausschnitten aus den Anfängen der Filmgeschichte (1910–22/55), und zeigt Darsteller wie Hans Albers, Marlene Dietrich, Erika Glässner, Curt Goetz und Emil Jannings.